# Stolnica v Oslu
Stolnica v Oslu (norveško Oslo domkirke) — prej cerkev našega Odrešenika (norveško Vår Frelsers kirke) — je glavna cerkev Norveške cerkve in škofije Oslo, pa tudi župnijska cerkev v središču Osla. Sedanja stavba je iz let 1694–1697.
Norveška kraljeva družina in norveška vlada uporabljata stolnico za javne dogodke. Avgusta 2006 so jo zaprli zaradi obnove in jo ponovno odprli s praznično veliko mašo 18. aprila 2010.

## Zgodovina
Sedanja stolnica v Oslu je tretja stolnica v Oslu na Norveškem. Prvo, Hallvardovo stolnico, je zgradil norveški kralj Sigurd I. v prvi polovici 12. stoletja, stala pa se je ob Stari škofovski palači v Oslu, približno 1,5 kilometra vzhodno od današnje stolnice.
Skoraj 500 let je bila to najpomembnejša cerkev v mestu. Po velikem požaru v Oslu leta 1624 se je kralj Kristijan IV. Danski odločil, da mesto premakne nekaj kilometrov zahodneje, da bi ga zaščitila trdnjava Akershus. Leta 1632 so začeli graditi novo cerkev na glavnem trgu v novem mestu. Po tem je Hallvardova stolnica propadla.
Leta 1639 je bila zgrajena druga stolnica, Hellig Trefoldighet (Svete Trojice). Vendar je ta stolnica pogorela po samo 50 letih in namesto nje je bila zgrajena sedanja stolnica. Cerkev je verjetno zasnoval Jørgen Wiggers, državni svetnik (etatsråd). Sedanja stolnica je bila postavljena na majhni skalni vzpetini na vzhodnem koncu mesta, ki je kasneje postalo Stortorvet. Temeljni kamen je bil položen leta 1694, cerkev pa je bila posvečena novembra 1697.
Avgusta 2001 je bila stolnica v Oslu prizorišče poroke princa Haakona in princese Mette-Marit Tjessem Høiby.

## Obnova
Stolnico so obnovili med letoma 1848 in 1850 po načrtu nemškega arhitekta Alexisa de Chateauneufa (1799–1853). Še en nemški arhitekt, Heinrich Ernst Schirmer (1814–1887), je bil gradbeni vodja projekta. Ko je leta 1850 Chateauneuf zbolel, je Schirmer za dokončanje projekta najel Wilhelma von Hanna (1826–1882).
Stolnica v Oslu stoji na trgu Stortorvet severno/severovzhodno od vrat Karla Johansa, med vrati Kirke in Dronningens. Spodnji del stolnice obdaja bazar (Basarene ved Oslo domkirke), ukrivljena dolga stavba s stolpom, prekritim z zelenim bakrom, kot je stolnica. Z Basarene je integrirana požarna straža (Brannvakten), ki je služila kot glavni gasilski dom v Oslu od leta 1860 do leta 1939, ko je bil odprt današnji glavni gasilski dom na trgu Arne Garborgs. Stolnica, Basarene in Brannvakten so vse zgrajene iz rdeče opeke. Tako Basarene kot Brannvakten sta bila zgrajena med letoma 1840 in 1859 po načrtih mestnega arhitekta Christiana H. Groscha.
Umetnine iz novejšega časa v stolnici vključujejo vitraži v koru Emanuela Vigelanda, nameščene med letoma 1910 in 1916, zahodna portalna bronasta vrata, ki jih je izdelal Dagfin Werenskiold (1892–1977) leta 1938, in srebrno skulpturo s prizorom obhajila italijanskega kiparja Arrigo Minerbi iz leta 1930. Stropne dekoracije je delo norveškega slikarja Huga Lousa Mohra (1889–1970). V drugi polovici 1990-ih so bile glavne orgle, ki jih je zgradil Ryde & Berg iz Fredrikstada, postavljene za staro baročno fasado.
Obnova je bila končana ob 900-letnici mesta leta 1950. Cerkev je bila obnovljena po načrtih arhitekta Arnsteina Arneberga. Neogotska notranjost je bila odstranjena in vrnjena originalna oprema. Arneberg je zasnoval tudi kapelo na južni strani cerkve. Cerkev so zaprli avgusta 2006 zaradi obnove in jo odprli aprila 2010 v prisotnosti norveškega Haralda V. in norveške kraljeve družine.

## Kripta
Pod celotno stolnico je bila zgrajena kripta. Višina od tal do stropa je neenakomerna in se giblje od 260 cm do 275 cm, zato je relativno visoko pod stropom.
Prvi, ki je bil pokopan v kripti, je bil Just Høeg. Umrl je, preden je bila cerkev dokončana - leta 1694 - in je bil medtem shranjen v cerkvi Akers. Ko so ga premestili v stolnico, je dobil obokano sobo, ki je ležala pod južnim vogalom kora. V grobno odprtino so bila vgrajena vrhunska kovana vrata. Verjetno je bila po smrti leta 1702 v kripti pokopana tudi njegova vdova Karen Krabbe. Istega leta, ko je bila cerkev posvečena, je kralj določil cene za pokope v kripti.
Ko je leta 1805 prišlo do prepovedi pogrebov v cerkvah, je to veljalo tudi za pokope v kripti in se je določba razmeroma ostro izvajala. Leta 1818 so začeli odstranjevati nagrobne kapele in poškodovali več nagrobnih spomenikov. Težave s prostorom so bile tudi po tem, ko so krste iz pogrebnih kapel na samem pokopališču prestavili tudi v kripto. Do leta 1860 so bili skoraj vsi nagrobni spomeniki uničeni. Šele leta 1896 so se zadeve uredile. Nato so uredili prostor pod severno zakristijo in sem prenesli sarkofage in krste.
Leta 1988 je bila kripta prenovljena in dodatno izkopana. Zgrajeni so bili prostori, ki se uporabljajo za razstave, koncerte, predavanja in občestveno delo, kot je cerkvena kava.

## Kariljon
Leta 1924 je stolnica v Oslu prejela donacijo v višini 24.000 NOK za kariljon v zvoniku, vendar to ni bilo nikoli izvedeno. Leta 2003 je druga donacija Ørnulfa Myklestada privedla do koncertnega kariljona z 48 zvonovi pod vodstvom Vegarja Sandholta. Ta kariljon je v stolpu, ne v zvoniku; akustične težave, ki izhajajo iz te lokacije, so bile poudarjene v magistrski nalogi Laure Rueslåtten iz leta 2005 za skandinavsko šolo Carillon.
Od decembra 2016 je kariljon v redni uporabi za ure, četrtinke in ritornele, s prispevkoma Vegarja Sandholta in Kåreja Nordstoga, ki ga programira in vzdržuje Brynjar Landmark, ter z 18 različnimi melodijami med 7:00 in polnočjo, ki se spreminjajo glede na koledar.

## Galerija
- Stolp
- Vitraj
- Oltar
- Stolnica
- Notranost stropa
- Orgle
- Brynjar Landmark v kariljon kabinetu